# Iglesia de San Nicolás (Hamburgo)
La iglesia de San Nicolás (en alemán: Ehemalige Hauptkirche St. Nikolai), de estilo neogótico, era una de las cinco principales iglesias protestantes (Hauptkirchen) de la ciudad de Hamburgo. Actualmente se encuentra en ruinas, y sirve como monumento conmemorativo y un importante lugar de interés arquitectónico. Cuando los residentes de Hamburgo mencionan la Nikolaikirche, por lo general se refieren a esta iglesia, y no a la nueva Hauptkirche de San Nicolás, que se encuentra en el distrito de Harvestehude.
La iglesia fue el edificio más alto del mundo de 1874 a 1876 y aún hoy es el segundo edificio más alto de Hamburgo.

## General
El estado actual de la iglesia de San Nicolás es el resultado de bombardeos aéreos durante la Segunda Guerra Mundial (véase Operación Gomorra), seguido por la demolición de 1951 y los trabajos de restauración en la década de 1990. La fundación Rettet die Nikolaikirche e.V. (Rescate de la iglesia de San Nicolás) es responsable de la restauración de la iglesia. El trabajo realizado por la fundación está subvencionado por la ciudad de Hamburgo, la congregación de la iglesia de San Nicolás y varias empresas patrocinadoras y donantes privados. La organización tiene a su cargo el mantenimiento de la estructura existente del edificio, restauración, organización de eventos y exposiciones en la iglesia, y dirigir un centro de información hospedado en la cripta de esta.

## Historia

### Estructuras anteriores
Con la fundación del asentamiento Nikolai y un puerto en el río Alster en el siglo XII, se erigió una capilla dedicada a San Nicolás, patrón de los marineros. Esta construcción de madera fue la segunda iglesia de Hamburgo, después de la catedral de Hamburgo.
En 1335, algunos años antes de la llegada de la peste negra, comenzó a construirse un nuevo edificio de ladrillo. La estructura iba a ser una iglesia de salón de tres naves en el estilo gótico báltico típico del norte de Alemania. Esta construcción resistió hasta mediados del siglo XIX, experimentando cambios y ampliaciones, y sufriendo varias destrucciones parciales. Su torre, que fue erigida en 1517, se quemó en 1589. La torre construida para reemplazarla se derrumbó en 1644. La última torre de la antigua iglesia de San Nicolás fue diseñada por Peter Marquardt. La torre de Marquardt tenía una altura de 122 metros y con su característica cúpula era un punto importante de la ciudad y una joya de su paisaje urbano.
Pero la antigua iglesia de San Nicolás fue el primer gran edificio público que ardió en el gran incendio de mayo de 1842. Los cronistas describen su destrucción como un evento particularmente conmovedor para los ciudadanos. Fue el primer gran edificio en arder y un indicador de cómo de catastrófico sería el incendio. El 5 de mayo, el culto del mediodía oficiado por el predicador Wendt, quien había sustituido al pastor Carl Moenckeberg, tuvo que ser acortado y terminó con una oración de intercesión para salvar la iglesia. No se creía que pudiera llegar a destruirse, ya que la mayoría de los tesoros artísticos no se pusieron a salvo.
La aguja se vio envuelta por las llamas alrededor de las cuatro de la tarde. A pesar de unos esfuerzos desesperados, no fue posible contener las llamas debido al equipamiento de aquellos días, que no permitía llevar agua en suficiente cantidad hasta las alturas de la torre. Finalmente se derrumbó, prendiendo fuego a la nave y quemándola completamente.

### Construcción neogótica

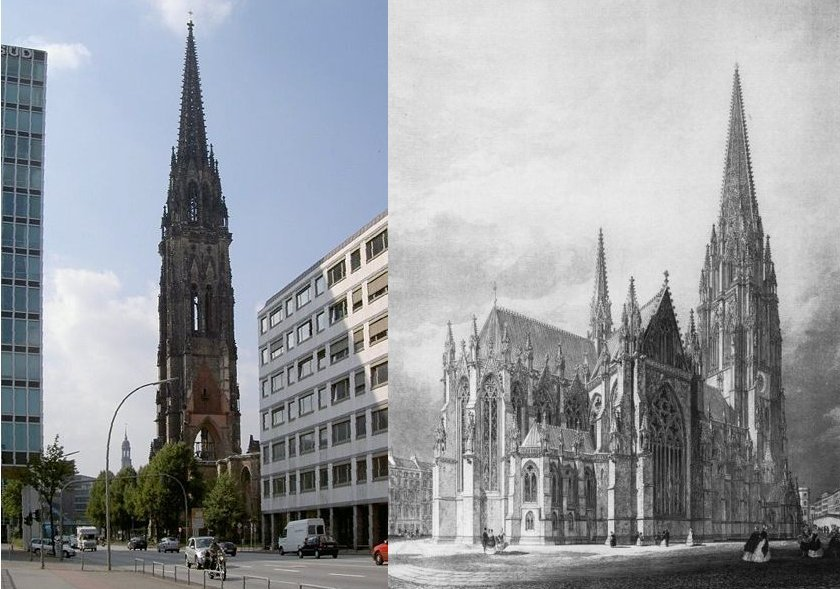
Derecha: La iglesia neogótica. Izquierda: la aguja que sobrevivió.

Poco después del incendio se reconstruyó la iglesia una vez más. En 1843 se comenzó una colecta, y en 1844 hubo un concurso para el diseño de la nueva iglesia, que ganó el arquitecto Gottfried Semper (nativo de la cercana Altona) con el boceto de una estructura con cúpula romana. Su diseño, sin embargo, no se llevó a cabo, puesto que no encajaba en el paisaje urbano de la ciudad y, poco antes, la continuación en 1842 de la construcción de la catedral gótica de Colonia había dado lugar a un renovado interés por el gótico en Alemania. La catedral medieval de Hamburgo había sido demolida en 1805.
El arquitecto inglés George Gilbert Scott, que era un experto en la restauración de iglesias medievales y un partidario del estilo gótico, recibió el encargo de crear un nuevo diseño. Diseñó una nave de 86 metros de largo con una bóveda de 28 metros de altura. La arquitectura estaba muy influenciada por los estilos gótico francés e inglés, aunque el chapitel es típicamente alemán. La cantidad de esculturas hechas de arenisca en el interior del chapitel era poco común. La nueva iglesia fue construida hacia el sureste, a poca distancia del anterior emplazamiento, en el lugar en el que en su día se encontrara el Neue Burg (Nuevo castillo). La construcción comenzó en 1846, y el 27 de septiembre de 1863 la iglesia fue consagrada. La aguja de 147,3 metros de altura se terminó en 1874. La iglesia de San Nicolás se convirtió así en el edificio más alto del mundo hasta que se completó la catedral de Ruan, en 1876. Tras la torre de la televisión, la torre de la iglesia sigue siendo hoy día el segundo edificio más alto de Hamburgo.

### Segunda Guerra Mundial
La claramente visible aguja de la iglesia de San Nicolás sirvió como objetivo y referencia para los pilotos de las fuerzas aéreas aliadas durante los extensos bombardeos aéreos de Hamburgo. El 28 de julio de 1943, la iglesia fue dañada severamente por las bombas. El techo se derrumbó y el interior de la nave sufrió grandes daños. Los muros comenzaron a mostrar grietas, pero ni éstos ni la aguja se derrumbaron.

### Tras la Segunda Guerra Mundial

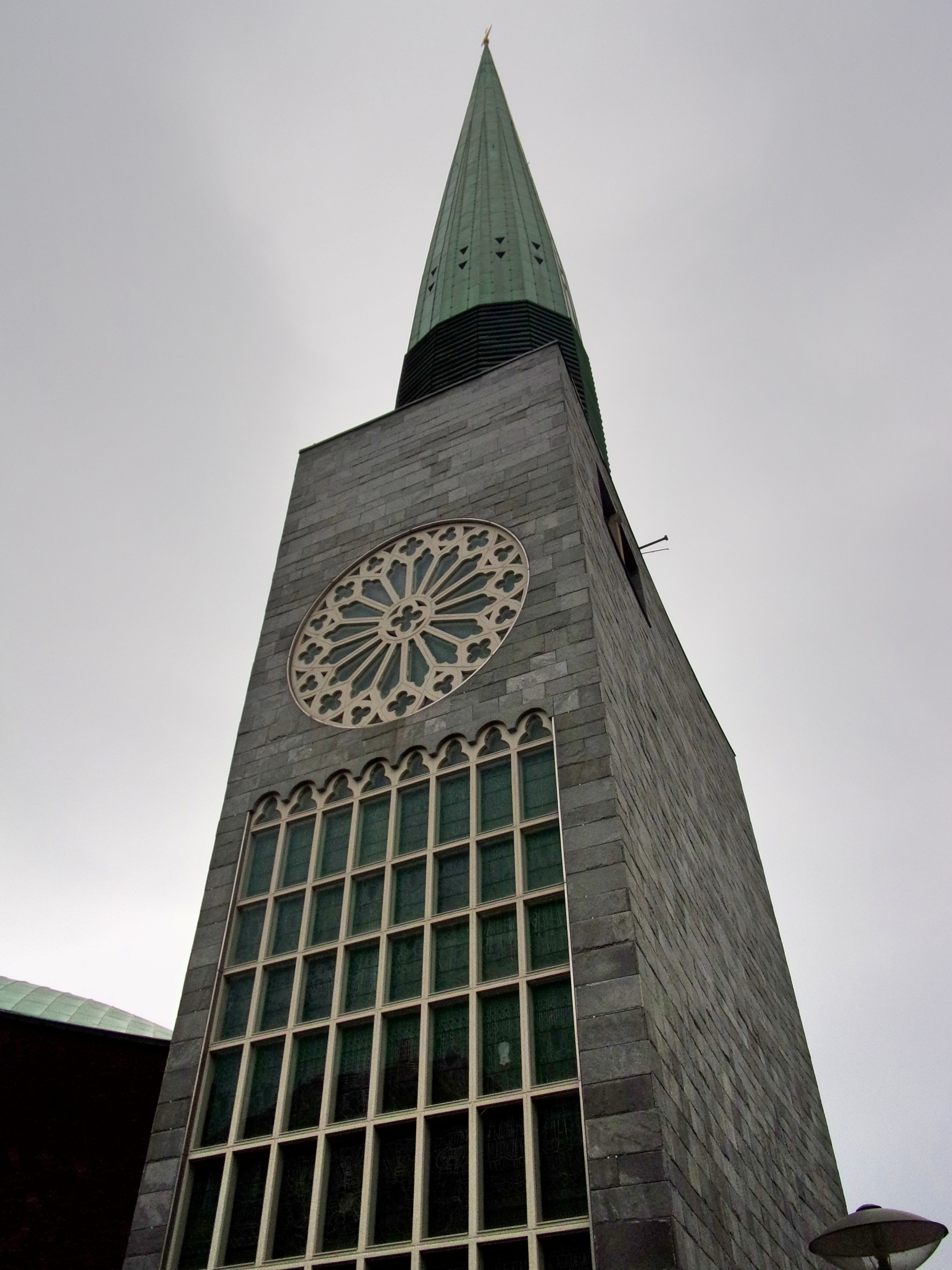
Nueva iglesia de San Nicolás en Harvestehude

La estructura básica de la iglesia permaneció intacta en gran medida y la reconstrucción era una opción realista. Sin embargo, se decidió demoler la nave dejando la aguja intacta. Dado que los alrededores de la iglesia ya no eran un área residencial, se construyó una nueva iglesia de San Nicolás en el distrito de Harvestehude. En 1951 la nave fue finalmente demolida y los escombros utilizados parcialmente para reforzar las orillas del río Elba.
Muchos lamentaron la pérdida de un valioso monumento del neogótico, pero tras la guerra había otras prioridades en lo que a reconstrucciones se refiere. Comparada con la  iglesia de San Miguel, la iglesia de San Nicolás no se veía como uno de los lugares de referencia de Hamburgo.
La aguja y algunos restos de los muros fueron conservados como un monumento conmemorativo contra la guerra. No recibieron atención durante varias décadas y, por tanto, fueron deteriorándose gradualmente. En 1987 la fundación Rettet die Nikolaikirche e.V. comenzó a restaurar la estructura existente del edificio y erigió el llamado "lugar de los encuentros" (una sala para eventos y exhibiciones) en la cripta. La organización intenta rescatar partes de los escombros removidos en 1951, como piezas de la nave destruida sacadas del río Elba en noviembre del 2000. No se planea reconstruir la iglesia, como se hizo con la iglesia de Nuestra Señora en Dresde. Sin embargo, un carillón de 51 campanas fue instalado en 1993 como monumento conmemorativo.
Desde el 1 de septiembre de 2005, un ascensor sube a los visitantes a una plataforma a 75,3 metros de altura en el interior del chapitel en la que pueden disfrutar de paneles de historia y una vista panorámica de Hamburgo, y en particular del cercano Speicherstadt (literalmente, ciudad de almacenes).